# Victor Jensen
Victor Christoffer Jensen (Hvidovre, Dinamarca, 8 de febrero de 2000) es un futbolista danés que juega de centrocampista en el F. C. Utrecht de la Eredivisie.

## Trayectoria
El 2 de junio de 2017, a sus 17 años, fichó oficialmente por el Ajax procedente del sector juvenil del FC Copenhague. Se incorporaría a la plantilla sub-19 del club el 1 de julio debido a su corta edad. El Copenhague lo vendió por unos 3.5 millones de euros, lo que le convirtió en el jugador menor de 18 años más caro de la historia en ser vendido desde Dinamarca. En octubre de 2017 también fue nominado por The Guardian a la lista de los 60 mayores talentos nacidos en el año 2000.
En su primera temporada en el Ajax, jugó 27 partidos con el equipo sub-19, marcando 6 goles. También llegó al Jong Ajax debutando en la Eerste Divisie con el Jong Ajax el 12 de enero de 2018 en un partido contra el Fortuna Sittard. A partir de la temporada 2018-19 se convirtió en parte permanente de la plantilla del Jong Ajax.
Debutó con el primer equipo el 11 de enero de 2019 en un partido amistoso contra el C. R. Flamengo.
Debutó en la Eredivisie con el Ajax el 12 de diciembre de 2020 en un partido contra el PEC Zwolle como sustituto de Antony Matheus dos Santos en el minuto 75.
El 1 de febrero de 2021 fue enviado a préstamo por seis meses al F. C. Nordsjælland de la Superliga de Dinamarca. Debutó con el club el 4 de febrero contra el Brøndby IF, que terminó con una derrota por 1-0.
Tras la experiencia en su país volvió a Ámsterdam, aunque el 1 de marzo de 2022 volvió ser cedido, esta vez al Rosenborg BK hasta final de año. Después de esta cesión acabó abandonando definitivamente el club a finales de enero para recalar en el F. C. Utrecht.

## Estadísticas

### Clubes
Actualizado al último partido disputado el 8 de noviembre de 2024.
| Club                             | Div.          | Temporada     | Liga  | Liga  | Liga   | Copas nacionales | Copas nacionales | Copas nacionales | Copas internacionales | Copas internacionales | Copas internacionales | Total | Total | Total  |
| Club                             | Div.          | Temporada     | Part. | Goles | Asist. | Part.            | Goles            | Asist.           | Part.                 | Goles                 | Asist.                | Part. | Goles | Asist. |
| -------------------------------- | ------------- | ------------- | ----- | ----- | ------ | ---------------- | ---------------- | ---------------- | --------------------- | --------------------- | --------------------- | ----- | ----- | ------ |
| Jong Ajax · Países Bajos         | 2.ª           | 2017-18       | 3     | 1     | 0      | —                | —                | —                | —                     | —                     | —                     | 3     | 1     | 0      |
| Jong Ajax · Países Bajos         | 2.ª           | 2018-19       | 20    | 1     | 3      | —                | —                | —                | —                     | —                     | —                     | 20    | 1     | 3      |
| Jong Ajax · Países Bajos         | 2.ª           | 2019-20       | 12    | 5     | 0      | —                | —                | —                | —                     | —                     | —                     | 12    | 5     | 0      |
| Jong Ajax · Países Bajos         | 2.ª           | 2020-21       | 14    | 4     | 1      | —                | —                | —                | —                     | —                     | —                     | 14    | 4     | 1      |
| Ajax de Ámsterdam · Países Bajos | 1.ª           | 2020-21       | 1     | 0     | 0      | 0                | 0                | 0                | 0                     | 0                     | 0                     | 1     | 0     | 0      |
| F. C. Nordsjælland Dinamarca     | 1.ª           | 2020-21       | 18    | 3     | 3      | —                | —                | —                | —                     | —                     | —                     | 18    | 3     | 3      |
| F. C. Nordsjælland Dinamarca     | Total club    | Total club    | 18    | 3     | 3      | 0                | 0                | 0                | 0                     | 0                     | 0                     | 18    | 3     | 3      |
| Jong Ajax · Países Bajos         | 2.ª           | 2021-22       | 11    | 3     | 1      | —                | —                | —                | —                     | —                     | —                     | 11    | 3     | 1      |
| Jong Ajax · Países Bajos         | Total club    | Total club    | 60    | 14    | 5      | 0                | 0                | 0                | 0                     | 0                     | 0                     | 60    | 14    | 5      |
| Ajax de Ámsterdam · Países Bajos | 1.ª           | 2021-22       | 1     | 0     | 0      | 1                | 0                | 0                | 0                     | 0                     | 0                     | 2     | 0     | 0      |
| Rosenborg BK · Noruega           | 1.ª           | 2021-22       | 28    | 5     | 5      | 2                | 0                | 0                | —                     | —                     | —                     | 30    | 5     | 5      |
| Rosenborg BK · Noruega           | Total club    | Total club    | 28    | 5     | 5      | 2                | 0                | 0                | 0                     | 0                     | 0                     | 30    | 5     | 5      |
| Ajax de Ámsterdam · Países Bajos | 1.ª           | 2022-23       | 0     | 0     | 0      | 1                | 0                | 0                | 0                     | 0                     | 0                     | 1     | 0     | 0      |
| Ajax de Ámsterdam · Países Bajos | Total club    | Total club    | 2     | 0     | 0      | 2                | 0                | 0                | 0                     | 0                     | 0                     | 4     | 0     | 0      |
| F. C. Utrecht · Países Bajos     | 1.ª           | 2022-23       | 13    | 1     | 1      | 2                | 0                | 0                | —                     | —                     | —                     | 15    | 1     | 1      |
| F. C. Utrecht · Países Bajos     | 1.ª           | 2023-24       | 30    | 8     | 3      | 2                | 0                | 0                | —                     | —                     | —                     | 32    | 8     | 3      |
| F. C. Utrecht · Países Bajos     | 1.ª           | 2024-25       | 11    | 1     | 0      | 1                | 0                | 0                | —                     | —                     | —                     | 12    | 1     | 0      |
| F. C. Utrecht · Países Bajos     | Total club    | Total club    | 54    | 10    | 4      | 5                | 0                | 0                | 0                     | 0                     | 0                     | 59    | 10    | 4      |
| Total carrera                    | Total carrera | Total carrera | 162   | 32    | 17     | 9                | 0                | 0                | 0                     | 0                     | 0                     | 171   | 32    | 17     |